# 吉林化纤集团
吉林化纖集團有限責任公司，簡稱吉林化纖集團（英語：Jilin Chemical Fiber Group Co Ltd），在1959年，在總部吉林市成立前身吉林市人造纖維廠。
業務在中國內地經營化纤生产、商业贸易、建筑安装。
而上市公司則只有吉林化纤股份有限公司，而當時上市公司吉林奇峰化纤股份有限公司則因私有化而在2017年6月16日撤銷上市。

## 外部連結
- jlhxjt.com （页面存档备份，存于）